# La Louptière-Thénard
La Louptière-Thénard ist eine französische Gemeinde mit 300 Einwohnern (Stand: 1. Januar 2022) im Département Aube in der Region Grand Est. Sie gehört zum Arrondissement Nogent-sur-Seine, zum Kanton Nogent-sur-Seine und ist Teil des 2006 gegründeten Gemeindeverbands Nogentais.

## Geographie
La Louptière-Thénard liegt rund 60 Kilometer westnordwestlich von Troyes und rund 75 Kilometer südöstlich von Paris im Nordwesten des Départements Aube.
Nachbargemeinden sind Traînel im Norden und Osten, Perceneige im Süden und Westen sowie Fontaine-Fourches im Nordwesten.

## Bevölkerungsentwicklung
| Jahr                       | 1793 | 1800 | 1806 | 1841 | 1851 | 1856 | 1911 | 1921 | 1962 | 1968 | 1975 | 1982 | 1990 | 1999 | 2006 | 2011 | 2016 |
| Einwohner                  | 375  | 374  | 391  | 366  | 387  | 359  | 244  | 218  | 161  | 158  | 184  | 161  | 167  | 216  | 248  | 284  | 291  |
| Quellen: Cassini und INSEE |      |      |      |      |      |      |      |      |      |      |      |      |      |      |      |      |      |

## Sehenswürdigkeiten
- Kirche Saint-Jean-de-la-Porte-Latine aus dem 16. Jahrhundert, seit 1984 Monument historique
- romanische Kirche Saint-Jacques-le-Majeur von Plessis-Gatebled aus dem 12. Jahrhundert
- Kapelle Notre-Dame-des-Bornes aus dem 18. Jahrhundert

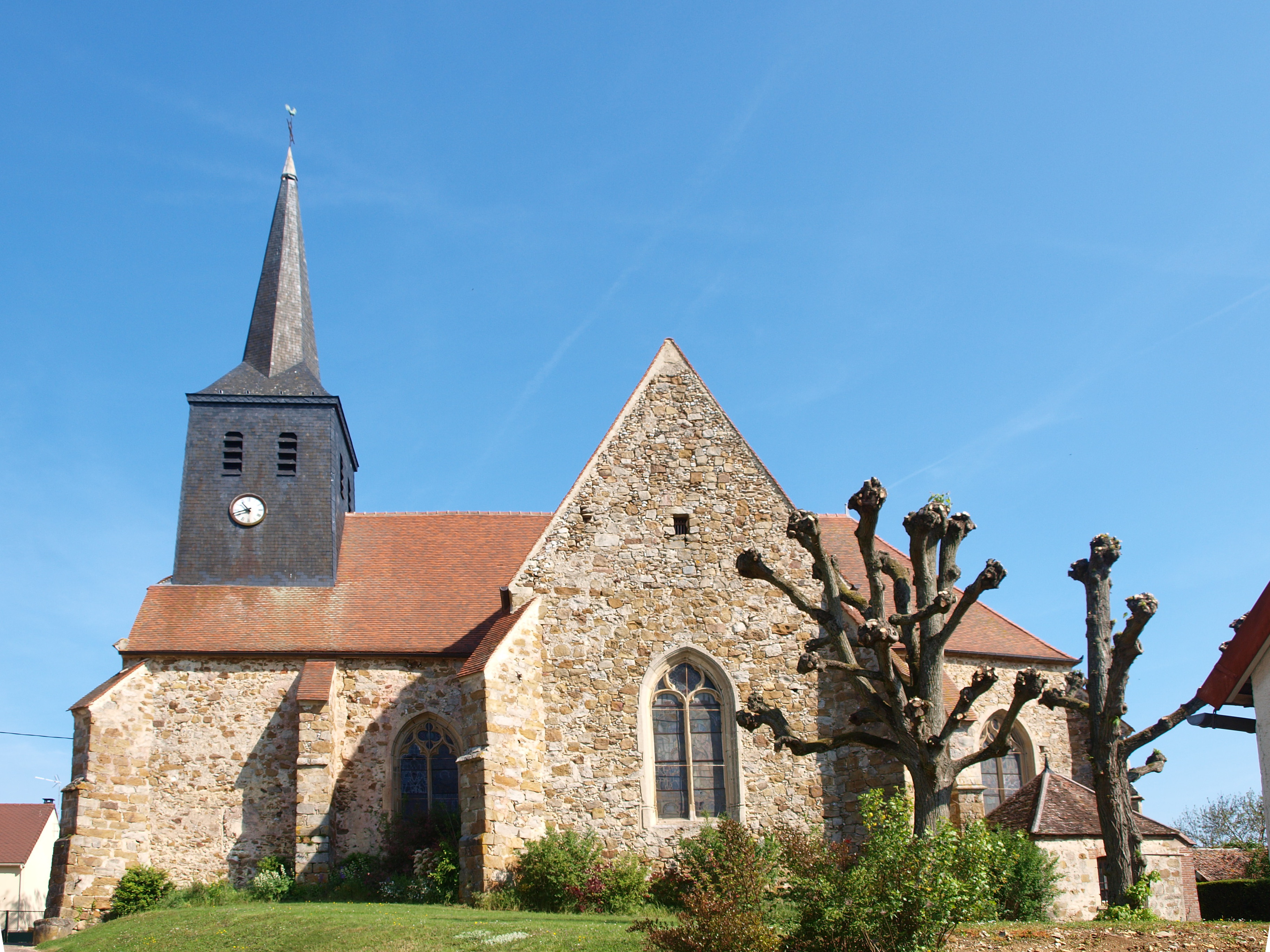
Kirche Saint-Jean-de-la-Porte-Latine
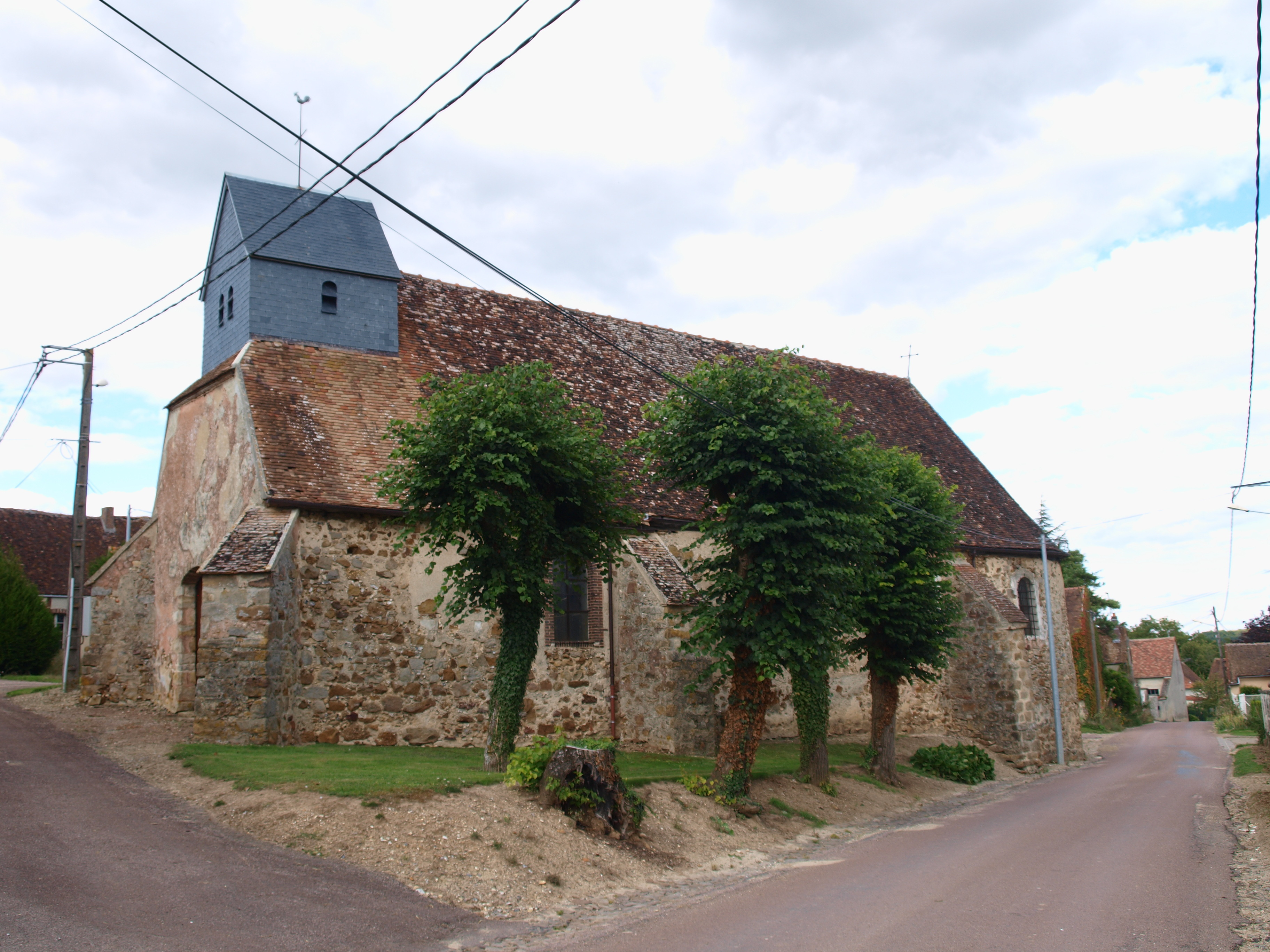
Kirche Saint-Jacques-le-Majeur

## Persönlichkeiten
- Louis Jacques Thénard (1777–1857), Chemiker
- Paul Bertrand (1925–2022), Bischof von Mende (1989–2001)